# Hasan salaran
hasan salaran (persiska: Ḩasan Sālārān, حسن سالاران, حَسَن سالاران) är en ort i Iran.   Den ligger i provinsen Kurdistan, i den nordvästra delen av landet, 500 km väster om huvudstaden Teheran. hasan salaran ligger 1 592 meter över havet och antalet invånare är 182.
Terrängen runt hasan salaran är huvudsakligen kuperad. hasan salaran ligger nere i en dal.Runt hasan salaran är det ganska glesbefolkat, med 50 invånare per kvadratkilometer. Närmaste större samhälle är Qabāghlū, 17,1 km nordväst om hasan salaran. Trakten runt hasan salaran består i huvudsak av gräsmarker.